# Адамсвілл (Теннессі)
Адамсвілл (англ. Adamsville) — місто (англ. town) в США, в округах МакНері і Гардін штату Теннессі. Населення — 2265 осіб (2020).

## Географія
Адамсвілл розташований за координатами 35°14′3″ пн. ш. 88°22′15″ зх. д. / 35.23417° пн. ш. 88.37083° зх. д. (35.234084, -88.370871).  За даними Бюро перепису населення США в 2010 році місто мало площу 17,89 км², з яких 17,77 км² — суходіл та 0,12 км² — водойми.

## Демографія
Згідно з переписом 2010 року, у місті мешкало 2207 осіб у 880 домогосподарствах у складі 582 родин. Густота населення становила 123 особи/км².  Було 966 помешкань (54/км²).
Расовий склад населення:
| - 95,7 % — білих - 1,3 % — чорних або афроамериканців - 0,5 % — корінних американців - 0,1 % — азіатів |

До двох чи більше рас належало 1,6 %. Частка іспаномовних становила 1,7 % від усіх жителів.
За віковим діапазоном населення розподілялося таким чином: 22,3 % — особи молодші 18 років, 55,1 % — особи у віці 18—64 років, 22,6 % — особи у віці 65 років та старші. Медіана віку мешканця становила 43,7 року. На 100 осіб жіночої статі у місті припадало 90,8 чоловіків;  на 100 жінок у віці від 18 років та старших — 83,2 чоловіків також старших 18 років.
Середній дохід на одне домашнє господарство  становив 39 805 доларів США (медіана — 30 392), а середній дохід на одну сім'ю — 49 920 доларів (медіана — 42 500). За межею бідності перебувало 24,3 % осіб, у тому числі 27,8 % дітей у віці до 18 років та 16,0 % осіб у віці 65 років та старших.
Цивільне працевлаштоване населення становило 714 осіб. Основні галузі зайнятості: освіта, охорона здоров'я та соціальна допомога — 23,0 %, виробництво — 15,3 %, роздрібна торгівля — 12,7 %, будівництво — 10,5 %.